# Michał Franciszek Sapieha
Pour les articles homonymes, voir Michał Sapieha et Sapieha.
Michał Franciszek Sapieha, né en 1670 et mort le 19 novembre 1700 lors de la Bataille d'Olkieniki (en), est un officier et homme politique du grand-duché de Lituanie (composante de la république des Deux Nations), membre de la puissante famille Sapieha, général dans les armées lituanienne et autrichienne.

## Biographie
Michał Franciszek Sapieha est le fils de Kazimierz Jan Sapieha, grand hetman de Lituanie de 1682 à 1703, et de Krystyna Barbara Hlebowicz.
En 1680, il étudie au collège jésuite de Varsovie, puis à celui de Braniewo.
En 1690, il participe à la grande guerre turque, puis à l'expédition de Jean III Sobieski en Moldavie. Au printemps 1692, il est promu general major (général de division) dans l'armée autrichienne. En 1693 et 1694, il prend part au siège de Belgrade.
À son retour en Pologne en 1695, il s'oppose aux partisans de Charles Stanisław Radziwiłł, grand chancelier de Lituanie, qui tentent de s'approprier les terres des Sapieha.
De 1696 à 1700, il participe aux combats de la guerre civile lituanienne, opposant la famille Sapieha à la coalition des familles Ogiński, Radziwiłł, Wiśniowiecki et Pac.
Le 18 novembre 1700, après la défaite des Sapieha à la bataille d'Olkieniki (en), il est fait prisonnier. Encouragés par Krzysztof Białłozor (pl), chanoine de Vilnius, des soldats ivres le sortent de sa prison et l'assassinent, ainsi que ses partisans, tandis que d'autres prisonniers, supposés n'être que des sympathisants, sont contraints de malmener son cadavre pour prouver leur allégeance à la coalition.

## Sources
- Notices d'autorité :   - VIAF
  - ISNI
  - Pologne
  - NUKAT

- (pl) Cet article est partiellement ou en totalité issu de l’article de Wikipédia en polonais intitulé « Michał Franciszek Sapieha » (voir la liste des auteurs).